# Маццароки, Серафино
Серафино Маццарокки (итал. Serafino Mazzarocchi; 7 февраля 1890, Монтегранаро — 21 апреля 1960, Болонья) — итальянский гимнаст, чемпион летних Олимпийских игр 1912 года в командном первенстве.